# Platja d'El Castrillón
La Platja de El Castrillón es troba en el concejo asturià de Cudillero i pertany a la localitat de Oviñana. Malgrat no presentar vegetació a la platja està protegida com a Paisatge protegit, ZEPA i LIC, i s'emmarca en la Costa Occidental d'Astúries.

## Descripció
La platja té forma de petxina, té una longitud d'uns 300-310 m i una amplària mitjana d'uns 26 m. El seu entorn és rural i amb un baix grau d'urbanització i la perillositat és mitjana. Les sorres són de gra gruixut i fosc i té molt poca assistència. Els accessos són per als vianants i inferiors a 0,5 km de fàcil recorregut. El seu entorn és rural i amb un baix mitjà d'urbanització.
Per accedir a aquesta platja cal localitzar prèviament els pobles propers que són Riego de Arriba i Oviñana sent en aquesta platja on es troba el petit port de Oviñana, el qual està protegit per l'est per la «punta Garita» i per les «puntes del Gavilán» per l'oest. L'accés és el mateix que per a les Platges de Portiella i Puertochico amb l'única diferència que cal passar un petit túnel d'uns 90-100 m que està situat al costat de les «cetáreas» descrites a les platges anteriors de Portiella i Puertochico que són contigües per l'oest. L'últim tram de baixada es fa per unes escales de pedra que estan a la dreta del mur i que no poden baixar-se en marea alta sense mullar-se. Si els visitants es dirigeixen a l'esquerra, cal baixar una rampa curta i còmoda i es trobaran amb una molt petita cala de palets.
La platja no té cap servei, pot portar-se mascota i les activitats recomanades són la pesca submarina i d'esbarjo a canya així com el busseig. És molt convenient estar atents a les pleamares per no quedar atrapats i sense sortida.